# Квасыничи
Квасыничи (бел. Квасынічы) — деревня в Слуцком районе Минской области Беларуси. Относится к Беличскому сельсовету. Находится в 14 км юго-западнее Слуцка. Около деревни есть водоем.

## История
В 1909 году Квасыничи — деревня в Царевской воласти Слуцкого уезда, состоящая из 62 дворов и 448 жителей. На 1 января 1998 года — 135 дворов и 258 жителей.
На сельском кладбище установлен памятник на могиле, погибшего в самом начале Великой Отечественной войны, старшего лейтенанта Николая Ивановича Стряпана (1912 — 26.06.1941).

## Транспорт
Доехать со Слуцка до деревни можно на автобусах:

202с — Слуцк АВ — Болотчицы

405с — Слуцк АВ — Солигорск

Расписание Архивная копия от 26 сентября 2013 на Wayback Machine

## Инфраструктура
- Квасыничская сельская библиотека-филиал № 10  Архивная копия от 24 июля 2014 на Wayback Machine.
- Квасыничский центр культуры и досуга
- Квасыничский центр ремесел (мастерские по ткачеству, соломоплетению, лозоплетению, росписи по дереву, гончарству, изготовлению белорусской куклы)
- Магазин